# Station Kingston (Londen)
Kingston (Londen) is een spoorwegstation van National Rail in Kingston upon Thames in Engeland. Het station is eigendom van Network Rail en wordt beheerd door South Western Railway. 